# Massís de Lovozero

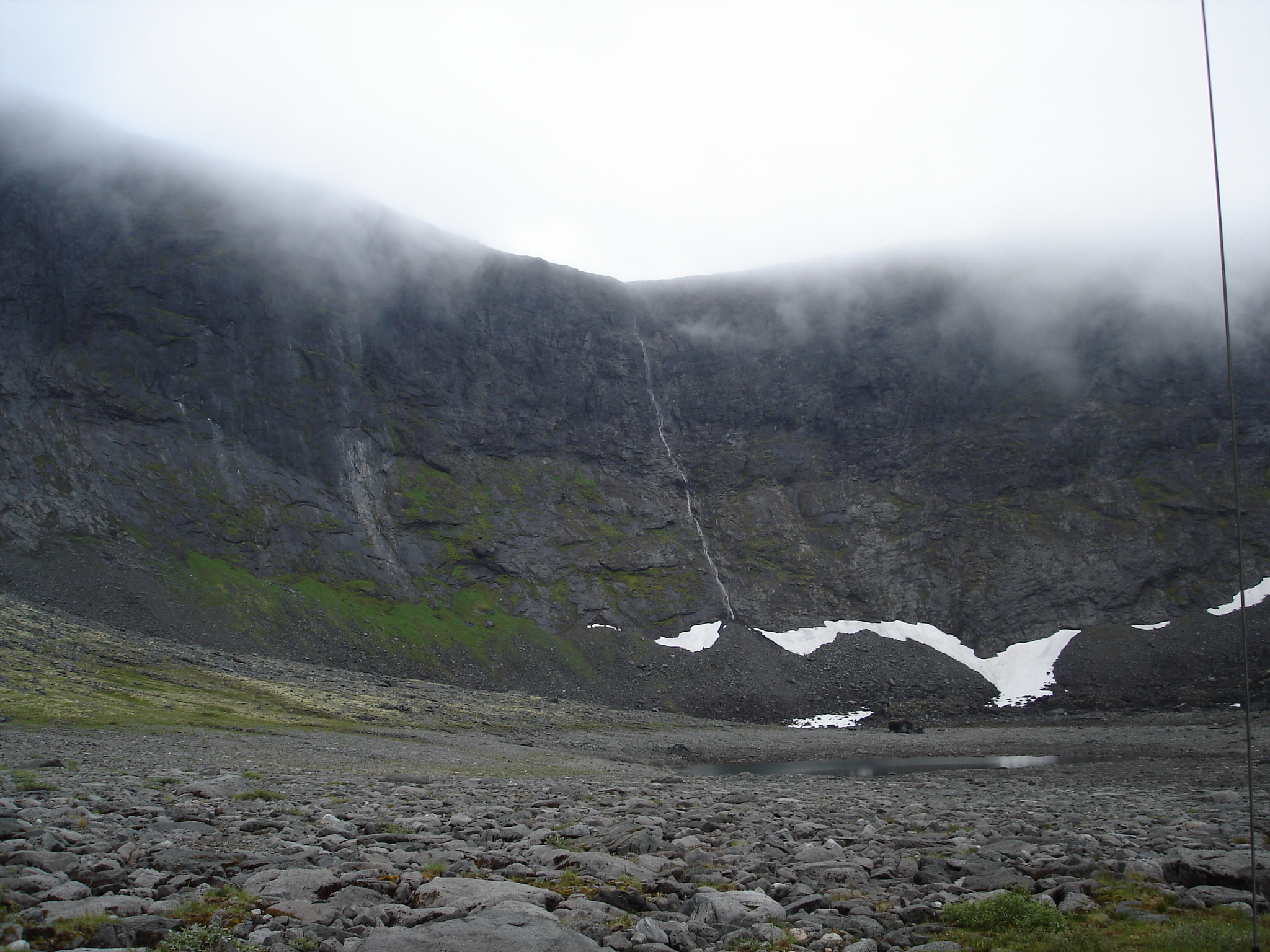
Paret glacial al massís de Lovozero

El massís de Lovozero, també anomenat tundres de Lovozero (rus: Ловозёрские тундры, Lovozyorskiye Tundry rus, nom que ve del llac Lovozero) és un massís situat al centre de la península de Kola, a Rússia entre els llacs de Lovozero i Umbozero. Més enllà d'aquest últim llac es troba el veí massís de Khibini. El punt més alt del massís de Lovozero és el turó Angvundaschorr amb els seus 1120 m.s.n.m. El massís té forma de ferradura obrint-se cap a orient.
Pel que fa als seus aspectes geològics, s'han trobat al massís almenys 105 minerals i 39 d'aquests minerals han estat descoberts per primera vegada allà:
- Beril·lita
- Bornemanita
- Cianoxalita
- Depmeierita
- Ferronordita-(Ce)
- Gjerdingenita-Ca
- Hidroxicancrinita
- Ikranita
- Ilmajokita
- Karnasurtita-(Ce)
- Kazakovita
- Komarovita
- Korobitsynita
- Laplandita-(Ce)
- Lovdarita
- Malinkoïta
- Manganonordita-(Ce)
- Nastrofita
- Natisita
- Natrita
- Natrosilita
- Nenadkevichita
- Olgita
- Organovaïta-Mn
- Organovaïta-Zn
- Penkvilksita
- Fosinaïta-(Ce)
- Raïta
- Raslakita
- Revdita
- Sazhinita-(Ce)
- Seidita-(Ce)
- Shafranovskita
- Terskita
- Tsepinita-K
- Umbozerita
- Vitusita-(Ce)
- Zakharovita
- Zorita